# Lúrové
Lúrové (lurijsky: لورَل, persky لُرها‎) jsou íránský národ žijící hlavně v západním a jihozápadním Íránu. Jejich populace je odhadována na pět milionů lidí, resp. asi 7% íránské populace. Obývají provincie Lorestán, Kohgíluje a Bójer-Ahmad, Chúzistán, Fárs, Búšehr, Čahármahál a Bachtijárí, Hamadán, Ílám a Isfahán. Polovinu populace Chúzistánu tvoří Lúrové a v Búšehru tvoří 30%.
Nejčastěji používají lurijštinu – jihozápadní íránský jazyk příbuzný perštině a kurdštině.